# Eu Queria Ter uma Bomba
Eu Queria Ter Uma Bomba é uma canção da banda Barão Vermelho, interpretada por Cazuza. Gravada em 1984 para o disco Maior Abandonado, a canção foi excluída do álbum, porém, foi incluída mais tarde na trilha sonora nacional da telenovela A Gata Comeu, exibida pela Rede Globo na faixa das 18h em 1985.